# Donji Ribnik (Ribnik)
Pour les articles homonymes, voir Donji Ribnik.
Donji Ribnik (en serbe cyrillique : Доњи Рибник) est un village de Bosnie-Herzégovine. Il est situé dans la municipalité de Ribnik et dans la république serbe de Bosnie. Selon les premiers résultats du recensement bosnien de 2013, il compte 435 habitants.

## Démographie

### Évolution historique de la population dans la localité
| 1948 | 1953 | 1961 | 1971 | 1981 | 1991 | 2013 |
| ---- | ---- | ---- | ---- | ---- | ---- | ---- |
| -    | -    | -    | 757  | 508  | 465  | 435  |

|  |

### Communauté locale
En 1991, Donji Ribnik faisait partie de la communauté locale de Ribnik qui comptait 2 201 habitants, répartis de la manière suivante :